# Carl Wilhelm August Balck
Carl Wilhelm August Balck, seltener Karl Wilhelm August Balck, vereinzelt Carl Balck (* 19. März 1831 in Grevesmühlen; † 29. November 1920 in Schwerin) war ein deutscher Verwaltungsjurist und Historiker in Mecklenburg-Schwerin.

## Leben
Carl Wilhelm August Balck entstammte einer Familie, die seit mehreren Jahrhunderten den Herzögen von Mecklenburg als Verwaltungsfachleute gedient hatten. Sein Vater Gottfried Christian Karl Balck (1798–1878) war Amtshauptmann des Domanialamtes Grevesmühlen-Plüschow und stieg später zum Geheimen Kammerrat auf. Balck besuchte das Friedrich-Franz-Gymnasium (Parchim) und studierte nach dem Abitur Rechtswissenschaft an der Georg-August-Universität Göttingen und der Universität Rostock. Er wurde 1852 im Corps Hannovera Göttingen aktiv. In sieben Semestern focht er 30 Mensuren. 
Balck bestand 1858 das Verwaltungsexamen und trat in die Mecklenburgische Domanial-Verwaltung. Er wurde 1860 Amtsverwalter in Schwaan und 1868 Amtmann in Schwerin. 1869 begründete er den mecklenburgischen Domanialkapitalfonds und wurde dessen Vorsitzender. Im gleichen Jahr wurde er Mitglied der neu geschaffenen mecklenburgischen Großherzoglichen Gewerbekommission, deren Dirigent er 1886 wurde. 1885 bis 1901 war er Vorstand der Schweriner Sparkasse. 1887 gehörte er der Kommission an, die für das Deutsche Kaiserreich die Novelle des Gesetzes über die Krankenversicherung erarbeitete. 1908 trat er als Geheimer Oberfinanzrat in den Ruhestand.
Als Autor hinterließ Balck zahlreiche Veröffentlichungen zur Domanial- und Finanzverwaltung des Großherzogtums Mecklenburg-Schwerin. Sein besonderes Interesse galt zeitlebens der Geschichte Mecklenburgs. 1904 wurde er Vorsitzender der Kommission zur Herausgabe des Mecklenburgischen Urkundenbuches.
Der Drost Robert Balck war ein Vetter.

## Ehrungen
- Geheimer Oberfinanzrat (1908)
- Ehrenmitglied des Vereins für mecklenburgische Geschichte und Altertumskunde
- Dr. iur. h. c. der Juristischen Fakultät der Universität Rostock
- Großkomtur des Hausordens der Wendischen Krone.